# Octavian C. Tăslăuanu
Octavian C. Tăslăuanu (Bélbor, 1876. február 1. – Bukarest, 1942. október 22.) román publicista, irodalomkritikus, emlékíró, politikus.

## Élete
Apja Bélbor falu görögkatolikus lelkésze volt. Iskoláit Gyergyószentmiklóson, Besztercén, Naszódon, Brassóban és Balázsfalván végezte. Egyéves önkéntesi szolgálatát Pólában töltötte. 1897–1898-ban egy évig Craiovában volt nevelő, majd 1898 és 1902 között a bukaresti egyetemre járt. 1902-től a budapesti román konzulátuson titkárként dolgozott, később Nagyszebenben telepedett le. 1906 és 1919 között a Luceafărul főszerkesztője, 1906 és 1914 között az ASTRA adminisztratív titkára volt. 1918-ban küldöttként vett részt a gyulafehérvári nemzetgyűlésen. 1919-ben a Román Írószövetség alelnökévé választotta. A román parlamentben Gyergyótölgyest, majd Maros-Torda vármegyét képviselte. 1920-ban ipar- és közmunkaügyi miniszter volt. 1926-ban elsőként szólalt föl támogatólag a román parlamentben a páneurópai gondolatról.

## Munkássága
Nagy hatású, a Luceafărul 1908-as évfolyamában megjelent Două culturi ('Két kultúra') című cikkében a sămănătorizmus szellemében fejtette ki nézeteit az erdélyi és magyarországi román értelmiségről. Szerinte a művelt románok rétege – bár a romániai közvélemény szemében ők tűntek a "nemzetibb"-eknek (național) – szellemében asszimilálódott az idegen (magyar és német) kultúrához és már maga is idegen elemként áll szemben a valódi, a paraszti műveltség hordozta román nemzeti kultúrával.
Spovedanii ('Vallomások') című, posztumusz megjelent önéletírása információgazdag kordokumentum a századvég és a századelő Erdélyéről.

## Művei
- Informațiuni culturale și literare. Sibiiu, 1910
- Trei luni pe cîmpul de război. București, 1915
- Hora obuzelor: Scene și icoane din război. București, 1916
- Producția – un program economic. Cluj, 1924
- Statele Unite Orientului. Propuneri pentru Mica Antantă. Târgu Mureș, 1924
- Politica economică a României. I–III. București, 1930
- Valuri politice. București, 1933
- Sub flamurile naționale. Sighișoara, 1935
- Amintiri de la „Luceafărul”. București, 1936
- Octavian Goga. Amintiri și contribuții la istoricul revistei „Luceafărul”. București, 1939
- Spovedanii. București, 1976